# Gnophos ainuaria
Gnophos ainuaria là một loài bướm đêm trong họ Geometridae.